# Герасимов, Михаил Прокофьевич

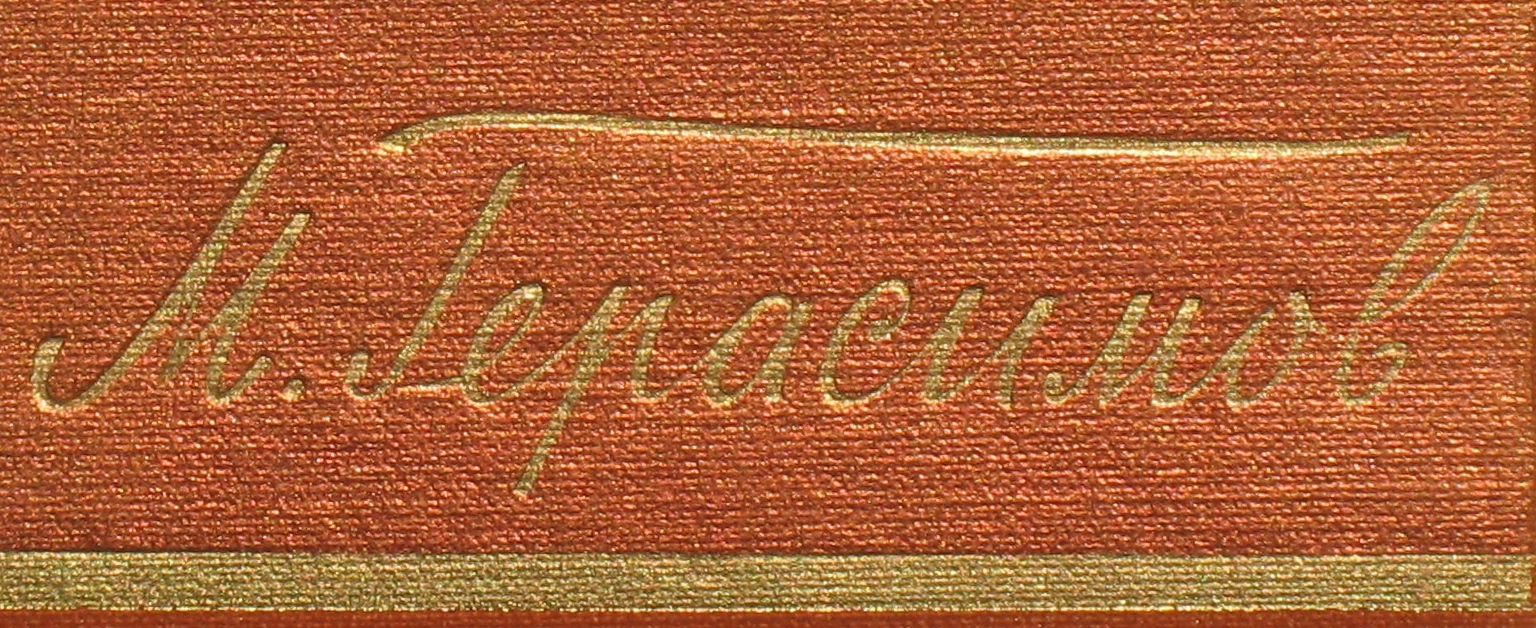
Фрагмент обложки издания стихов Герасимова

Михаи́л Проко́фьевич Гера́симов (30 сентября [12 октября] 1889, близ Бугуруслана, Самарская губерния — 1937) — русский пролетарский поэт, автор рассказов и поэм.

## Биография
Родился, как он сам писал в автобиографии, «в железнодорожной будке Самаро-Златоустовской железной дороги, около города Бугуруслана». Сын железнодорожного рабочего. Учился в Самарском железнодорожном техническом училище. С 1905 года — член РСДРП; был арестован за революционную деятельность; в 1907 освобождён, бежал из России и 9 лет провёл в эмиграции в Бельгии и Франции. В Париже был связан с пролетарскими литературными кругами (А. К. Гастев, А. В. Луначарский и др.). В 1914 году вступил волонтёром во французскую армию, служил в Иностранном легионе. В 1915 за антивоенную пропаганду выслан в Россию.
Публиковал стихи, начиная с 1913 года, в газете «Правда» и других большевистских печатных органах; с 1917 г. выпускал многочисленные сборники стихов. Исполнял обязанности заместителя председателя ВАПП; в 1918 году наряду с руководящей политической работой в Самаре (председатель Самарского совета солдатских депутатов, зампредревкома) был также председателем местного Пролеткульта. Возглавлял литературный отдел Московского Пролеткульта. В 1920 году вместе с В. Д. Александровским, С. А. Обрадовичем, В. В. Казиным и другими, основал литературную группу «Кузница». Герасимов был жестоко разочарован введением НЭПа и в 1921 году вышел из партии.
По воспоминаниям Варлама Шаламова, Герасимов в начале 20-х «высокий, черный, угловатый, в красноармейской шинели с яркими петлицами фасона Гражданской войны, в зелёной поношенной гимнастерке, в старых военных штанах, листал громадными пальцами новенькую, пахнущую типографской краской, только что вышедшую книжечку собственных стихов, с волнением или трудом отыскивая желаемое, отставив чёрную ладонь, в которой еле умещалась книжечка, — читал. Невыразительно».
В мае 1937 года арестован по расстрельным спискам и вскоре расстрелян; однако в справке о реабилитации утверждалось, что Герасимов умер в заключении в 1939 году, и эта фиктивная дата смерти по-прежнему фигурирует в большинстве энциклопедий. Наиболее достоверной датой гибели поэта считается 16 июля – эту дату приводит в своих воспоминаниях вдова друга Михаила Прокофьевича, поэта Владимира Кириллова (по её сведениям, друзья были расстреляны в один день)

## Творчество
«Обращает на себя внимание частое употребление поэтом библейской лексики и обращение к образам природы… В своем творчестве Герасимов отражает революцию не как конкретное событие, а как нечто абстрактно-эмоциональное» (Вольфганг Казак).
«Брюсову Герасимов часто обязан построением строфы (имею в виду её внутреннюю структуру), Бальмонту — инструментовкой стиха, Белому — ритмом своего четырёхстопного ямба» (Владислав Ходасевич).

## Книги
- Вешние зовы. П., «Парус», 1917
- Монна Лиза. М. изд. Пролеткульта, 1918
- Завод весенний. М., изд. Пролеткульта, 1919; 2-е изд. М., «Кузница», 1923
- Железные цветы. Самара, Центропечать, 1919
- Цветы под огнём, рассказы. М., изд. Пролеткульта, 1919, 1923
- Чучело, изд. «Кузница». 1921
- Чёрная пена. «Кузница». 1921
- Четыре поэмы. М. 1921
- Негасимая сила, М., 1922
- Электрификация. П., ГИЗ, 1922
- Стихотворения. КН, 1923
- Электропоэма. М., «Кузница», 1923
- Железное цветение. М., ГИЗ, 1923
- Северная весна. ГИЗ, 1924
- Покос. М., Мосполиграф, 1924
- Дорога: поэмы. — М.: Новая Москва, 1924.
- Стихи о заводе и революции. 1925
- Поэма о 1905 годе. 1925
- На Волге. 1925
- Земное сияние. Л. ГИЗ, 1927
- Бодрое утро, 1928
- К соревнованию!, 1930
- Заряд. Стихи, 1910—1930, 1933
- Стихи. 1936
- Стихотворения. 1958
- Стихотворения. 1959
- Стихи и поэмы, Куйбышев, Кн. изд-во, 1982.